# Fissidens pursellii
Fissidens pursellii là một loài Rêu trong họ Fissidentaceae. Loài này được S.H. Lin mô tả khoa học đầu tiên năm 1984.